# Gibbodynerus minutus
Gibbodynerus minutus  (лат.) — вид одиночных ос (Eumeninae). Эндемик Южной Африки.

## Распространение
Африка: ЮАР (W. Cape).

## Описание
Длина осы 6 мм. Взрослые самки охотятся на гусениц для откладывания в них яиц и в которых в будущим появится личинка осы. По некоторым признакам напоминает одиночных ос вида Gibbodynerus gibbus, а род Gibbodynerus Gusenleitner, 2000 близок к роду Ancistrocerus.